# Утрински вестник
„Утрински вестник“ (на македонска литературна норма: Утрински Весник) е ежедневник от Северна Македония, който излиза всеки ден без неделя. Първият брой на вестника излиза от печат на 23 юни 1999 година. По-късно е продаден на германската компания ВАЦ. Мениджър на вестника е Сърджан Керим. Последният брой на вестника излиза от печат на 29 април 2017 година.

## Отношение към България
Според обществеността в България, както и българи живеещи в Македония вестникът се отличава с откритата си антибългарска пропаганда и ненавист към българите. Главните журналисти, които пишат статии за България са Ерол Ризаов, Димитър Чулев, Катица Чангова, Виктор Цветановски, Бошко Нацевски, Тамара Грънчароска. Вестникът публикува и карикатури, които да осмеят и унизят българските граждани. В електронния вариант на вестника не се допускат никакви коментари написани на български език.